# Упаки (Арецо)
Упаки је насеље у Италији у округу Арецо, региону Тоскана.
Према процени из 2011. у насељу је живело 42 становника. Насеље се налази на надморској висини од 543 м.